# Drepanocladus secundifolius
Drepanocladus secundifolius là một loài Rêu trong họ Amblystegiaceae. Loài này được (Müll. Hal.) Dixon mô tả khoa học đầu tiên năm 1921.